# M16A2
M16A2 je posodobljena različica jurišne puške M16A1 iz družine pušk M16.

## Razlike med M16A1 in M16A2
- težja in trša cev;
- predelan branik roke, ki je trši in omogoča boljši prijem;
- predelano kopito in ročaj, da zdržita večje pritiske;
- predelan zadnji merek za lažje nastavljanje;
- predelan zgornji sprejemnik za lažji odboj izvrženih nabojev in preprečitev možnosti izvrga nabojev levičarjem v obraz;
- predelan nadzor rafala, ki zdaj omogoča le 3-nabojni rafal;
- predelan kompenzator ustja, da omogoči manjši odklon od cilja, poveča natačnost in kontrolo orožja v boju in
- težja cev je enaka tisti iz M249, ki tako poveča doseg in preboj krogle ter omogoča izstreljevanje starejših nabojev, ki so namenjeni za 1 v 12 navor.